# Liste der Kulturdenkmale in Berlin-Blankenfelde

Lage von Blankenfelde in Berlin

In der Liste der Kulturdenkmale von Blankenfelde sind die Kulturdenkmale des Berliner Ortsteils Blankenfelde im Bezirk Pankow aufgeführt.

## Denkmalbereiche (Ensembles)
| Nr.      | Lage | Offizielle Bezeichnung | Bestandteile / Beschreibung | Bild |
| -------- | --- | --- | --- | ---- |
| 09085280 | Hauptstraße 1–59 Berliner Straße 1–1B, 5 Blankenfelder Chaussee Mönchmühler Straße Schildower Straße 3–5, 7–10, 12 (Lage) | Dorfanlage Blankenfelde mit Allee, Dorfkirche mit Kirchhof und Friedhofsmauer, Hofanlagen und Pflasterung, Wohnhäusern mit Vorgarteneinfriedungen und Wirtschaftsgebäuden Gesamtanlagen siehe: Hauptstraße 15/17; 24/30D Baudenkmale siehe: Hauptstraße 21; 29, 29B; 38; 42; 43; 59 | Nutzgärten |      |
| 09085280 | Hauptstraße 1–59 Berliner Straße 1–1B, 5 Blankenfelder Chaussee Mönchmühler Straße Schildower Straße 3–5, 7–10, 12 (Lage) | Dorfanlage Blankenfelde mit Allee, Dorfkirche mit Kirchhof und Friedhofsmauer, Hofanlagen und Pflasterung, Wohnhäusern mit Vorgarteneinfriedungen und Wirtschaftsgebäuden Gesamtanlagen siehe: Hauptstraße 15/17; 24/30D Baudenkmale siehe: Hauptstraße 21; 29, 29B; 38; 42; 43; 59 | Grabensystemen |      |
| 09085280 | Hauptstraße 1–59 Berliner Straße 1–1B, 5 Blankenfelder Chaussee Mönchmühler Straße Schildower Straße 3–5, 7–10, 12 (Lage) | Dorfanlage Blankenfelde mit Allee, Dorfkirche mit Kirchhof und Friedhofsmauer, Hofanlagen und Pflasterung, Wohnhäusern mit Vorgarteneinfriedungen und Wirtschaftsgebäuden Gesamtanlagen siehe: Hauptstraße 15/17; 24/30D Baudenkmale siehe: Hauptstraße 21; 29, 29B; 38; 42; 43; 59 | Mönchmühler Straße, der Verbindungsstraße nach Rosenthal |      |
| 09085280 | Hauptstraße 1–59 Berliner Straße 1–1B, 5 Blankenfelder Chaussee Mönchmühler Straße Schildower Straße 3–5, 7–10, 12 (Lage) | Dorfanlage Blankenfelde mit Allee, Dorfkirche mit Kirchhof und Friedhofsmauer, Hofanlagen und Pflasterung, Wohnhäusern mit Vorgarteneinfriedungen und Wirtschaftsgebäuden Gesamtanlagen siehe: Hauptstraße 15/17; 24/30D Baudenkmale siehe: Hauptstraße 21; 29, 29B; 38; 42; 43; 59 | Weitere Bestandteile des Ensembles: |      |
| 09085280 | Hauptstraße 1–59 Berliner Straße 1–1B, 5 Blankenfelder Chaussee Mönchmühler Straße Schildower Straße 3–5, 7–10, 12 (Lage) | Dorfanlage Blankenfelde mit Allee, Dorfkirche mit Kirchhof und Friedhofsmauer, Hofanlagen und Pflasterung, Wohnhäusern mit Vorgarteneinfriedungen und Wirtschaftsgebäuden Gesamtanlagen siehe: Hauptstraße 15/17; 24/30D Baudenkmale siehe: Hauptstraße 21; 29, 29B; 38; 42; 43; 59 | 09085290 – Berliner Straße 1, Wohnhaus um 1880 |      |
| 09085280 | Hauptstraße 1–59 Berliner Straße 1–1B, 5 Blankenfelder Chaussee Mönchmühler Straße Schildower Straße 3–5, 7–10, 12 (Lage) | Dorfanlage Blankenfelde mit Allee, Dorfkirche mit Kirchhof und Friedhofsmauer, Hofanlagen und Pflasterung, Wohnhäusern mit Vorgarteneinfriedungen und Wirtschaftsgebäuden Gesamtanlagen siehe: Hauptstraße 15/17; 24/30D Baudenkmale siehe: Hauptstraße 21; 29, 29B; 38; 42; 43; 59 | Scheune und Ställe, um 1900 |      |
| 09085280 | Hauptstraße 1–59 Berliner Straße 1–1B, 5 Blankenfelder Chaussee Mönchmühler Straße Schildower Straße 3–5, 7–10, 12 (Lage) | Dorfanlage Blankenfelde mit Allee, Dorfkirche mit Kirchhof und Friedhofsmauer, Hofanlagen und Pflasterung, Wohnhäusern mit Vorgarteneinfriedungen und Wirtschaftsgebäuden Gesamtanlagen siehe: Hauptstraße 15/17; 24/30D Baudenkmale siehe: Hauptstraße 21; 29, 29B; 38; 42; 43; 59 | 09085291 – Berliner Straße 5, Wohnhaus (ehem. Chausseehaus), um 1900                                                                                              |      |
| 09085280 | Hauptstraße 1–59 Berliner Straße 1–1B, 5 Blankenfelder Chaussee Mönchmühler Straße Schildower Straße 3–5, 7–10, 12 (Lage) | Dorfanlage Blankenfelde mit Allee, Dorfkirche mit Kirchhof und Friedhofsmauer, Hofanlagen und Pflasterung, Wohnhäusern mit Vorgarteneinfriedungen und Wirtschaftsgebäuden Gesamtanlagen siehe: Hauptstraße 15/17; 24/30D Baudenkmale siehe: Hauptstraße 21; 29, 29B; 38; 42; 43; 59 | Scheune und Stall, um 1880 |      |
| 09085280 | Hauptstraße 1–59 Berliner Straße 1–1B, 5 Blankenfelder Chaussee Mönchmühler Straße Schildower Straße 3–5, 7–10, 12 (Lage) | Dorfanlage Blankenfelde mit Allee, Dorfkirche mit Kirchhof und Friedhofsmauer, Hofanlagen und Pflasterung, Wohnhäusern mit Vorgarteneinfriedungen und Wirtschaftsgebäuden Gesamtanlagen siehe: Hauptstraße 15/17; 24/30D Baudenkmale siehe: Hauptstraße 21; 29, 29B; 38; 42; 43; 59 | 09085292 – Hauptstraße 1, Hofanlage mit Wohnhaus, um 1880 |      |
| 09085280 | Hauptstraße 1–59 Berliner Straße 1–1B, 5 Blankenfelder Chaussee Mönchmühler Straße Schildower Straße 3–5, 7–10, 12 (Lage) | Dorfanlage Blankenfelde mit Allee, Dorfkirche mit Kirchhof und Friedhofsmauer, Hofanlagen und Pflasterung, Wohnhäusern mit Vorgarteneinfriedungen und Wirtschaftsgebäuden Gesamtanlagen siehe: Hauptstraße 15/17; 24/30D Baudenkmale siehe: Hauptstraße 21; 29, 29B; 38; 42; 43; 59 | Scheune, Stall, Hofpflasterung, um 1880 |      |
| 09085280 | Hauptstraße 1–59 Berliner Straße 1–1B, 5 Blankenfelder Chaussee Mönchmühler Straße Schildower Straße 3–5, 7–10, 12 (Lage) | Dorfanlage Blankenfelde mit Allee, Dorfkirche mit Kirchhof und Friedhofsmauer, Hofanlagen und Pflasterung, Wohnhäusern mit Vorgarteneinfriedungen und Wirtschaftsgebäuden Gesamtanlagen siehe: Hauptstraße 15/17; 24/30D Baudenkmale siehe: Hauptstraße 21; 29, 29B; 38; 42; 43; 59 | 09085293 – Hauptstraße 2A, Büdnerhaus, um 1850, Einfriedung, um 1900                                                                                              |      |
| 09085280 | Hauptstraße 1–59 Berliner Straße 1–1B, 5 Blankenfelder Chaussee Mönchmühler Straße Schildower Straße 3–5, 7–10, 12 (Lage) | Dorfanlage Blankenfelde mit Allee, Dorfkirche mit Kirchhof und Friedhofsmauer, Hofanlagen und Pflasterung, Wohnhäusern mit Vorgarteneinfriedungen und Wirtschaftsgebäuden Gesamtanlagen siehe: Hauptstraße 15/17; 24/30D Baudenkmale siehe: Hauptstraße 21; 29, 29B; 38; 42; 43; 59 | 09085294 – Hauptstraße 3, Scheune, um 1890 |      |
| 09085280 | Hauptstraße 1–59 Berliner Straße 1–1B, 5 Blankenfelder Chaussee Mönchmühler Straße Schildower Straße 3–5, 7–10, 12 (Lage) | Dorfanlage Blankenfelde mit Allee, Dorfkirche mit Kirchhof und Friedhofsmauer, Hofanlagen und Pflasterung, Wohnhäusern mit Vorgarteneinfriedungen und Wirtschaftsgebäuden Gesamtanlagen siehe: Hauptstraße 15/17; 24/30D Baudenkmale siehe: Hauptstraße 21; 29, 29B; 38; 42; 43; 59 | 09085295 – Hauptstraße 4, Büdnerhaus, um 1850 |      |
| 09085280 | Hauptstraße 1–59 Berliner Straße 1–1B, 5 Blankenfelder Chaussee Mönchmühler Straße Schildower Straße 3–5, 7–10, 12 (Lage) | Dorfanlage Blankenfelde mit Allee, Dorfkirche mit Kirchhof und Friedhofsmauer, Hofanlagen und Pflasterung, Wohnhäusern mit Vorgarteneinfriedungen und Wirtschaftsgebäuden Gesamtanlagen siehe: Hauptstraße 15/17; 24/30D Baudenkmale siehe: Hauptstraße 21; 29, 29B; 38; 42; 43; 59 | Scheune |      |
| 09085280 | Hauptstraße 1–59 Berliner Straße 1–1B, 5 Blankenfelder Chaussee Mönchmühler Straße Schildower Straße 3–5, 7–10, 12 (Lage) | Dorfanlage Blankenfelde mit Allee, Dorfkirche mit Kirchhof und Friedhofsmauer, Hofanlagen und Pflasterung, Wohnhäusern mit Vorgarteneinfriedungen und Wirtschaftsgebäuden Gesamtanlagen siehe: Hauptstraße 15/17; 24/30D Baudenkmale siehe: Hauptstraße 21; 29, 29B; 38; 42; 43; 59 | 09085296 – Hauptstraße 5, Scheune mit Stallanbau, um 1890 |      |
| 09085280 | Hauptstraße 1–59 Berliner Straße 1–1B, 5 Blankenfelder Chaussee Mönchmühler Straße Schildower Straße 3–5, 7–10, 12 (Lage) | Dorfanlage Blankenfelde mit Allee, Dorfkirche mit Kirchhof und Friedhofsmauer, Hofanlagen und Pflasterung, Wohnhäusern mit Vorgarteneinfriedungen und Wirtschaftsgebäuden Gesamtanlagen siehe: Hauptstraße 15/17; 24/30D Baudenkmale siehe: Hauptstraße 21; 29, 29B; 38; 42; 43; 59 | 09085297 – Hauptstraße 6/8, Büdnerhaus für zwei Familien, um 1850                                                                                                 |      |
| 09085280 | Hauptstraße 1–59 Berliner Straße 1–1B, 5 Blankenfelder Chaussee Mönchmühler Straße Schildower Straße 3–5, 7–10, 12 (Lage) | Dorfanlage Blankenfelde mit Allee, Dorfkirche mit Kirchhof und Friedhofsmauer, Hofanlagen und Pflasterung, Wohnhäusern mit Vorgarteneinfriedungen und Wirtschaftsgebäuden Gesamtanlagen siehe: Hauptstraße 15/17; 24/30D Baudenkmale siehe: Hauptstraße 21; 29, 29B; 38; 42; 43; 59 | Scheune, um 1890 |      |
| 09085280 | Hauptstraße 1–59 Berliner Straße 1–1B, 5 Blankenfelder Chaussee Mönchmühler Straße Schildower Straße 3–5, 7–10, 12 (Lage) | Dorfanlage Blankenfelde mit Allee, Dorfkirche mit Kirchhof und Friedhofsmauer, Hofanlagen und Pflasterung, Wohnhäusern mit Vorgarteneinfriedungen und Wirtschaftsgebäuden Gesamtanlagen siehe: Hauptstraße 15/17; 24/30D Baudenkmale siehe: Hauptstraße 21; 29, 29B; 38; 42; 43; 59 | 09085298 – Hauptstraße 7, Wirtschaftsgebäude, um 1890 |      |
| 09085280 | Hauptstraße 1–59 Berliner Straße 1–1B, 5 Blankenfelder Chaussee Mönchmühler Straße Schildower Straße 3–5, 7–10, 12 (Lage) | Dorfanlage Blankenfelde mit Allee, Dorfkirche mit Kirchhof und Friedhofsmauer, Hofanlagen und Pflasterung, Wohnhäusern mit Vorgarteneinfriedungen und Wirtschaftsgebäuden Gesamtanlagen siehe: Hauptstraße 15/17; 24/30D Baudenkmale siehe: Hauptstraße 21; 29, 29B; 38; 42; 43; 59 | 09085299 – Hauptstraße 9, Hofanlage mit Wohnhaus, um 1900 |      |
| 09085280 | Hauptstraße 1–59 Berliner Straße 1–1B, 5 Blankenfelder Chaussee Mönchmühler Straße Schildower Straße 3–5, 7–10, 12 (Lage) | Dorfanlage Blankenfelde mit Allee, Dorfkirche mit Kirchhof und Friedhofsmauer, Hofanlagen und Pflasterung, Wohnhäusern mit Vorgarteneinfriedungen und Wirtschaftsgebäuden Gesamtanlagen siehe: Hauptstraße 15/17; 24/30D Baudenkmale siehe: Hauptstraße 21; 29, 29B; 38; 42; 43; 59 | Ställe, um 1880 |      |
| 09085280 | Hauptstraße 1–59 Berliner Straße 1–1B, 5 Blankenfelder Chaussee Mönchmühler Straße Schildower Straße 3–5, 7–10, 12 (Lage) | Dorfanlage Blankenfelde mit Allee, Dorfkirche mit Kirchhof und Friedhofsmauer, Hofanlagen und Pflasterung, Wohnhäusern mit Vorgarteneinfriedungen und Wirtschaftsgebäuden Gesamtanlagen siehe: Hauptstraße 15/17; 24/30D Baudenkmale siehe: Hauptstraße 21; 29, 29B; 38; 42; 43; 59 | 09085300 – Hauptstraße 10, Remise, Stall, Scheune, um 1880–1900                                                                                                   |      |
| 09085280 | Hauptstraße 1–59 Berliner Straße 1–1B, 5 Blankenfelder Chaussee Mönchmühler Straße Schildower Straße 3–5, 7–10, 12 (Lage) | Dorfanlage Blankenfelde mit Allee, Dorfkirche mit Kirchhof und Friedhofsmauer, Hofanlagen und Pflasterung, Wohnhäusern mit Vorgarteneinfriedungen und Wirtschaftsgebäuden Gesamtanlagen siehe: Hauptstraße 15/17; 24/30D Baudenkmale siehe: Hauptstraße 21; 29, 29B; 38; 42; 43; 59 | 09085338 – Hauptstraße 11A, Mietshaus, um 1900 |      |
| 09085280 | Hauptstraße 1–59 Berliner Straße 1–1B, 5 Blankenfelder Chaussee Mönchmühler Straße Schildower Straße 3–5, 7–10, 12 (Lage) | Dorfanlage Blankenfelde mit Allee, Dorfkirche mit Kirchhof und Friedhofsmauer, Hofanlagen und Pflasterung, Wohnhäusern mit Vorgarteneinfriedungen und Wirtschaftsgebäuden Gesamtanlagen siehe: Hauptstraße 15/17; 24/30D Baudenkmale siehe: Hauptstraße 21; 29, 29B; 38; 42; 43; 59 | 09085301 – Hauptstraße 11B, Stall, um 1885 |      |
| 09085280 | Hauptstraße 1–59 Berliner Straße 1–1B, 5 Blankenfelder Chaussee Mönchmühler Straße Schildower Straße 3–5, 7–10, 12 (Lage) | Dorfanlage Blankenfelde mit Allee, Dorfkirche mit Kirchhof und Friedhofsmauer, Hofanlagen und Pflasterung, Wohnhäusern mit Vorgarteneinfriedungen und Wirtschaftsgebäuden Gesamtanlagen siehe: Hauptstraße 15/17; 24/30D Baudenkmale siehe: Hauptstraße 21; 29, 29B; 38; 42; 43; 59 | 09085302 – Hauptstraße 12, Wohnhaus mit Einfriedung, um 1905 |      |
| 09085280 | Hauptstraße 1–59 Berliner Straße 1–1B, 5 Blankenfelder Chaussee Mönchmühler Straße Schildower Straße 3–5, 7–10, 12 (Lage) | Dorfanlage Blankenfelde mit Allee, Dorfkirche mit Kirchhof und Friedhofsmauer, Hofanlagen und Pflasterung, Wohnhäusern mit Vorgarteneinfriedungen und Wirtschaftsgebäuden Gesamtanlagen siehe: Hauptstraße 15/17; 24/30D Baudenkmale siehe: Hauptstraße 21; 29, 29B; 38; 42; 43; 59 | Scheune und Stall, um 1890 |      |
| 09085280 | Hauptstraße 1–59 Berliner Straße 1–1B, 5 Blankenfelder Chaussee Mönchmühler Straße Schildower Straße 3–5, 7–10, 12 (Lage) | Dorfanlage Blankenfelde mit Allee, Dorfkirche mit Kirchhof und Friedhofsmauer, Hofanlagen und Pflasterung, Wohnhäusern mit Vorgarteneinfriedungen und Wirtschaftsgebäuden Gesamtanlagen siehe: Hauptstraße 15/17; 24/30D Baudenkmale siehe: Hauptstraße 21; 29, 29B; 38; 42; 43; 59 | 09085303 – Hauptstraße 13, Wohnhaus (ehem. Gaststätte), um 1900                                                                                                   |      |
| 09085280 | Hauptstraße 1–59 Berliner Straße 1–1B, 5 Blankenfelder Chaussee Mönchmühler Straße Schildower Straße 3–5, 7–10, 12 (Lage) | Dorfanlage Blankenfelde mit Allee, Dorfkirche mit Kirchhof und Friedhofsmauer, Hofanlagen und Pflasterung, Wohnhäusern mit Vorgarteneinfriedungen und Wirtschaftsgebäuden Gesamtanlagen siehe: Hauptstraße 15/17; 24/30D Baudenkmale siehe: Hauptstraße 21; 29, 29B; 38; 42; 43; 59 | Scheune, Werkstatt, um 1900 |      |
| 09085280 | Hauptstraße 1–59 Berliner Straße 1–1B, 5 Blankenfelder Chaussee Mönchmühler Straße Schildower Straße 3–5, 7–10, 12 (Lage) | Dorfanlage Blankenfelde mit Allee, Dorfkirche mit Kirchhof und Friedhofsmauer, Hofanlagen und Pflasterung, Wohnhäusern mit Vorgarteneinfriedungen und Wirtschaftsgebäuden Gesamtanlagen siehe: Hauptstraße 15/17; 24/30D Baudenkmale siehe: Hauptstraße 21; 29, 29B; 38; 42; 43; 59 | 09085305 – Hauptstraße 20, Schulgebäude, 1886, 1908, 1933 |      |
| 09085280 | Hauptstraße 1–59 Berliner Straße 1–1B, 5 Blankenfelder Chaussee Mönchmühler Straße Schildower Straße 3–5, 7–10, 12 (Lage) | Dorfanlage Blankenfelde mit Allee, Dorfkirche mit Kirchhof und Friedhofsmauer, Hofanlagen und Pflasterung, Wohnhäusern mit Vorgarteneinfriedungen und Wirtschaftsgebäuden Gesamtanlagen siehe: Hauptstraße 15/17; 24/30D Baudenkmale siehe: Hauptstraße 21; 29, 29B; 38; 42; 43; 59 | 09085284 – Hauptstraße 23, Keller des Wohnhauses, um 1870, Neubau nach altem Vorbild                                                                              |      |
| 09085280 | Hauptstraße 1–59 Berliner Straße 1–1B, 5 Blankenfelder Chaussee Mönchmühler Straße Schildower Straße 3–5, 7–10, 12 (Lage) | Dorfanlage Blankenfelde mit Allee, Dorfkirche mit Kirchhof und Friedhofsmauer, Hofanlagen und Pflasterung, Wohnhäusern mit Vorgarteneinfriedungen und Wirtschaftsgebäuden Gesamtanlagen siehe: Hauptstraße 15/17; 24/30D Baudenkmale siehe: Hauptstraße 21; 29, 29B; 38; 42; 43; 59 | Stallgebäude und Backhaus, um 1890 |      |
| 09085280 | Hauptstraße 1–59 Berliner Straße 1–1B, 5 Blankenfelder Chaussee Mönchmühler Straße Schildower Straße 3–5, 7–10, 12 (Lage) | Dorfanlage Blankenfelde mit Allee, Dorfkirche mit Kirchhof und Friedhofsmauer, Hofanlagen und Pflasterung, Wohnhäusern mit Vorgarteneinfriedungen und Wirtschaftsgebäuden Gesamtanlagen siehe: Hauptstraße 15/17; 24/30D Baudenkmale siehe: Hauptstraße 21; 29, 29B; 38; 42; 43; 59 | 09085306 – Hauptstraße 27A, Wohnhaus, um 1930 |      |
| 09085280 | Hauptstraße 1–59 Berliner Straße 1–1B, 5 Blankenfelder Chaussee Mönchmühler Straße Schildower Straße 3–5, 7–10, 12 (Lage) | Dorfanlage Blankenfelde mit Allee, Dorfkirche mit Kirchhof und Friedhofsmauer, Hofanlagen und Pflasterung, Wohnhäusern mit Vorgarteneinfriedungen und Wirtschaftsgebäuden Gesamtanlagen siehe: Hauptstraße 15/17; 24/30D Baudenkmale siehe: Hauptstraße 21; 29, 29B; 38; 42; 43; 59 | Remise, um 1885 |      |
| 09085280 | Hauptstraße 1–59 Berliner Straße 1–1B, 5 Blankenfelder Chaussee Mönchmühler Straße Schildower Straße 3–5, 7–10, 12 (Lage) | Dorfanlage Blankenfelde mit Allee, Dorfkirche mit Kirchhof und Friedhofsmauer, Hofanlagen und Pflasterung, Wohnhäusern mit Vorgarteneinfriedungen und Wirtschaftsgebäuden Gesamtanlagen siehe: Hauptstraße 15/17; 24/30D Baudenkmale siehe: Hauptstraße 21; 29, 29B; 38; 42; 43; 59 | 09085308 – Hauptstraße 33, Scheune, um 1890 |      |
| 09085280 | Hauptstraße 1–59 Berliner Straße 1–1B, 5 Blankenfelder Chaussee Mönchmühler Straße Schildower Straße 3–5, 7–10, 12 (Lage) | Dorfanlage Blankenfelde mit Allee, Dorfkirche mit Kirchhof und Friedhofsmauer, Hofanlagen und Pflasterung, Wohnhäusern mit Vorgarteneinfriedungen und Wirtschaftsgebäuden Gesamtanlagen siehe: Hauptstraße 15/17; 24/30D Baudenkmale siehe: Hauptstraße 21; 29, 29B; 38; 42; 43; 59 | 09085309 – Hauptstraße 35, Dorfkrug, um 1870 |      |
| 09085280 | Hauptstraße 1–59 Berliner Straße 1–1B, 5 Blankenfelder Chaussee Mönchmühler Straße Schildower Straße 3–5, 7–10, 12 (Lage) | Dorfanlage Blankenfelde mit Allee, Dorfkirche mit Kirchhof und Friedhofsmauer, Hofanlagen und Pflasterung, Wohnhäusern mit Vorgarteneinfriedungen und Wirtschaftsgebäuden Gesamtanlagen siehe: Hauptstraße 15/17; 24/30D Baudenkmale siehe: Hauptstraße 21; 29, 29B; 38; 42; 43; 59 | sogenanntes Schützenhaus, um 1900 |      |
| 09085280 | Hauptstraße 1–59 Berliner Straße 1–1B, 5 Blankenfelder Chaussee Mönchmühler Straße Schildower Straße 3–5, 7–10, 12 (Lage) | Dorfanlage Blankenfelde mit Allee, Dorfkirche mit Kirchhof und Friedhofsmauer, Hofanlagen und Pflasterung, Wohnhäusern mit Vorgarteneinfriedungen und Wirtschaftsgebäuden Gesamtanlagen siehe: Hauptstraße 15/17; 24/30D Baudenkmale siehe: Hauptstraße 21; 29, 29B; 38; 42; 43; 59 | 09085310 – Hauptstraße 36, ehem. Dorfkonsum, um 1930 |      |
| 09085280 | Hauptstraße 1–59 Berliner Straße 1–1B, 5 Blankenfelder Chaussee Mönchmühler Straße Schildower Straße 3–5, 7–10, 12 (Lage) | Dorfanlage Blankenfelde mit Allee, Dorfkirche mit Kirchhof und Friedhofsmauer, Hofanlagen und Pflasterung, Wohnhäusern mit Vorgarteneinfriedungen und Wirtschaftsgebäuden Gesamtanlagen siehe: Hauptstraße 15/17; 24/30D Baudenkmale siehe: Hauptstraße 21; 29, 29B; 38; 42; 43; 59 | 09085311 – Hauptstraße 37, Wohnhaus mit Ladenteil, um 1905 |      |
| 09085280 | Hauptstraße 1–59 Berliner Straße 1–1B, 5 Blankenfelder Chaussee Mönchmühler Straße Schildower Straße 3–5, 7–10, 12 (Lage) | Dorfanlage Blankenfelde mit Allee, Dorfkirche mit Kirchhof und Friedhofsmauer, Hofanlagen und Pflasterung, Wohnhäusern mit Vorgarteneinfriedungen und Wirtschaftsgebäuden Gesamtanlagen siehe: Hauptstraße 15/17; 24/30D Baudenkmale siehe: Hauptstraße 21; 29, 29B; 38; 42; 43; 59 | 09085312 – Hauptstraße 39, Hofanlage mit Wohnhaus mit Vorgarten und Einfriedung, um 1900                                                                          |      |
| 09085280 | Hauptstraße 1–59 Berliner Straße 1–1B, 5 Blankenfelder Chaussee Mönchmühler Straße Schildower Straße 3–5, 7–10, 12 (Lage) | Dorfanlage Blankenfelde mit Allee, Dorfkirche mit Kirchhof und Friedhofsmauer, Hofanlagen und Pflasterung, Wohnhäusern mit Vorgarteneinfriedungen und Wirtschaftsgebäuden Gesamtanlagen siehe: Hauptstraße 15/17; 24/30D Baudenkmale siehe: Hauptstraße 21; 29, 29B; 38; 42; 43; 59 | Scheune, Stall, Hofmauer, um 1900 |      |
| 09085280 | Hauptstraße 1–59 Berliner Straße 1–1B, 5 Blankenfelder Chaussee Mönchmühler Straße Schildower Straße 3–5, 7–10, 12 (Lage) | Dorfanlage Blankenfelde mit Allee, Dorfkirche mit Kirchhof und Friedhofsmauer, Hofanlagen und Pflasterung, Wohnhäusern mit Vorgarteneinfriedungen und Wirtschaftsgebäuden Gesamtanlagen siehe: Hauptstraße 15/17; 24/30D Baudenkmale siehe: Hauptstraße 21; 29, 29B; 38; 42; 43; 59 | 09065183 – Hauptstraße 40/40A, Scheune, Hofmauer und Einfriedung, um 1900                                                                                         |      |
| 09085280 | Hauptstraße 1–59 Berliner Straße 1–1B, 5 Blankenfelder Chaussee Mönchmühler Straße Schildower Straße 3–5, 7–10, 12 (Lage) | Dorfanlage Blankenfelde mit Allee, Dorfkirche mit Kirchhof und Friedhofsmauer, Hofanlagen und Pflasterung, Wohnhäusern mit Vorgarteneinfriedungen und Wirtschaftsgebäuden Gesamtanlagen siehe: Hauptstraße 15/17; 24/30D Baudenkmale siehe: Hauptstraße 21; 29, 29B; 38; 42; 43; 59 | 09085313 – Hauptstraße 41, Wohnhaus mit Einfriedung, um 1900 |      |
| 09085280 | Hauptstraße 1–59 Berliner Straße 1–1B, 5 Blankenfelder Chaussee Mönchmühler Straße Schildower Straße 3–5, 7–10, 12 (Lage) | Dorfanlage Blankenfelde mit Allee, Dorfkirche mit Kirchhof und Friedhofsmauer, Hofanlagen und Pflasterung, Wohnhäusern mit Vorgarteneinfriedungen und Wirtschaftsgebäuden Gesamtanlagen siehe: Hauptstraße 15/17; 24/30D Baudenkmale siehe: Hauptstraße 21; 29, 29B; 38; 42; 43; 59 | Scheune, um 1900 |      |
| 09085280 | Hauptstraße 1–59 Berliner Straße 1–1B, 5 Blankenfelder Chaussee Mönchmühler Straße Schildower Straße 3–5, 7–10, 12 (Lage) | Dorfanlage Blankenfelde mit Allee, Dorfkirche mit Kirchhof und Friedhofsmauer, Hofanlagen und Pflasterung, Wohnhäusern mit Vorgarteneinfriedungen und Wirtschaftsgebäuden Gesamtanlagen siehe: Hauptstraße 15/17; 24/30D Baudenkmale siehe: Hauptstraße 21; 29, 29B; 38; 42; 43; 59 | 09040167 – Hauptstraße 43, Wohnhaus mit Einfriedung, um 1885 |      |
| 09085280 | Hauptstraße 1–59 Berliner Straße 1–1B, 5 Blankenfelder Chaussee Mönchmühler Straße Schildower Straße 3–5, 7–10, 12 (Lage) | Dorfanlage Blankenfelde mit Allee, Dorfkirche mit Kirchhof und Friedhofsmauer, Hofanlagen und Pflasterung, Wohnhäusern mit Vorgarteneinfriedungen und Wirtschaftsgebäuden Gesamtanlagen siehe: Hauptstraße 15/17; 24/30D Baudenkmale siehe: Hauptstraße 21; 29, 29B; 38; 42; 43; 59 | Werkstatt, um 1940 |      |
| 09085280 | Hauptstraße 1–59 Berliner Straße 1–1B, 5 Blankenfelder Chaussee Mönchmühler Straße Schildower Straße 3–5, 7–10, 12 (Lage) | Dorfanlage Blankenfelde mit Allee, Dorfkirche mit Kirchhof und Friedhofsmauer, Hofanlagen und Pflasterung, Wohnhäusern mit Vorgarteneinfriedungen und Wirtschaftsgebäuden Gesamtanlagen siehe: Hauptstraße 15/17; 24/30D Baudenkmale siehe: Hauptstraße 21; 29, 29B; 38; 42; 43; 59 | 09085314 – Hauptstraße 44, Scheune, um 1900 |      |
| 09085280 | Hauptstraße 1–59 Berliner Straße 1–1B, 5 Blankenfelder Chaussee Mönchmühler Straße Schildower Straße 3–5, 7–10, 12 (Lage) | Dorfanlage Blankenfelde mit Allee, Dorfkirche mit Kirchhof und Friedhofsmauer, Hofanlagen und Pflasterung, Wohnhäusern mit Vorgarteneinfriedungen und Wirtschaftsgebäuden Gesamtanlagen siehe: Hauptstraße 15/17; 24/30D Baudenkmale siehe: Hauptstraße 21; 29, 29B; 38; 42; 43; 59 | 09085315 – Hauptstraße 45, Laufschmiede, um 1820 |      |
| 09085280 | Hauptstraße 1–59 Berliner Straße 1–1B, 5 Blankenfelder Chaussee Mönchmühler Straße Schildower Straße 3–5, 7–10, 12 (Lage) | Dorfanlage Blankenfelde mit Allee, Dorfkirche mit Kirchhof und Friedhofsmauer, Hofanlagen und Pflasterung, Wohnhäusern mit Vorgarteneinfriedungen und Wirtschaftsgebäuden Gesamtanlagen siehe: Hauptstraße 15/17; 24/30D Baudenkmale siehe: Hauptstraße 21; 29, 29B; 38; 42; 43; 59 | 09085316 – Hauptstraße 46, Wohnhaus, um 1935 |      |
| 09085280 | Hauptstraße 1–59 Berliner Straße 1–1B, 5 Blankenfelder Chaussee Mönchmühler Straße Schildower Straße 3–5, 7–10, 12 (Lage) | Dorfanlage Blankenfelde mit Allee, Dorfkirche mit Kirchhof und Friedhofsmauer, Hofanlagen und Pflasterung, Wohnhäusern mit Vorgarteneinfriedungen und Wirtschaftsgebäuden Gesamtanlagen siehe: Hauptstraße 15/17; 24/30D Baudenkmale siehe: Hauptstraße 21; 29, 29B; 38; 42; 43; 59 | Remise, um 1905 |      |
| 09085280 | Hauptstraße 1–59 Berliner Straße 1–1B, 5 Blankenfelder Chaussee Mönchmühler Straße Schildower Straße 3–5, 7–10, 12 (Lage) | Dorfanlage Blankenfelde mit Allee, Dorfkirche mit Kirchhof und Friedhofsmauer, Hofanlagen und Pflasterung, Wohnhäusern mit Vorgarteneinfriedungen und Wirtschaftsgebäuden Gesamtanlagen siehe: Hauptstraße 15/17; 24/30D Baudenkmale siehe: Hauptstraße 21; 29, 29B; 38; 42; 43; 59 | 09085317 – Hauptstraße 47, Landarbeiterwohnhaus, um 1890 |      |
| 09085280 | Hauptstraße 1–59 Berliner Straße 1–1B, 5 Blankenfelder Chaussee Mönchmühler Straße Schildower Straße 3–5, 7–10, 12 (Lage) | Dorfanlage Blankenfelde mit Allee, Dorfkirche mit Kirchhof und Friedhofsmauer, Hofanlagen und Pflasterung, Wohnhäusern mit Vorgarteneinfriedungen und Wirtschaftsgebäuden Gesamtanlagen siehe: Hauptstraße 15/17; 24/30D Baudenkmale siehe: Hauptstraße 21; 29, 29B; 38; 42; 43; 59 | Hofgebäude, um 1890 |      |
| 09085280 | Hauptstraße 1–59 Berliner Straße 1–1B, 5 Blankenfelder Chaussee Mönchmühler Straße Schildower Straße 3–5, 7–10, 12 (Lage) | Dorfanlage Blankenfelde mit Allee, Dorfkirche mit Kirchhof und Friedhofsmauer, Hofanlagen und Pflasterung, Wohnhäusern mit Vorgarteneinfriedungen und Wirtschaftsgebäuden Gesamtanlagen siehe: Hauptstraße 15/17; 24/30D Baudenkmale siehe: Hauptstraße 21; 29, 29B; 38; 42; 43; 59 | 09085318 – Hauptstraße 48, Wohnhaus, um 1900, verändert |      |
| 09085280 | Hauptstraße 1–59 Berliner Straße 1–1B, 5 Blankenfelder Chaussee Mönchmühler Straße Schildower Straße 3–5, 7–10, 12 (Lage) | Dorfanlage Blankenfelde mit Allee, Dorfkirche mit Kirchhof und Friedhofsmauer, Hofanlagen und Pflasterung, Wohnhäusern mit Vorgarteneinfriedungen und Wirtschaftsgebäuden Gesamtanlagen siehe: Hauptstraße 15/17; 24/30D Baudenkmale siehe: Hauptstraße 21; 29, 29B; 38; 42; 43; 59 | 09085319 – Hauptstraße 48A, Wohnhausteil, um 1940 |      |
| 09085280 | Hauptstraße 1–59 Berliner Straße 1–1B, 5 Blankenfelder Chaussee Mönchmühler Straße Schildower Straße 3–5, 7–10, 12 (Lage) | Dorfanlage Blankenfelde mit Allee, Dorfkirche mit Kirchhof und Friedhofsmauer, Hofanlagen und Pflasterung, Wohnhäusern mit Vorgarteneinfriedungen und Wirtschaftsgebäuden Gesamtanlagen siehe: Hauptstraße 15/17; 24/30D Baudenkmale siehe: Hauptstraße 21; 29, 29B; 38; 42; 43; 59 | Scheune um 1905 |      |
| 09085280 | Hauptstraße 1–59 Berliner Straße 1–1B, 5 Blankenfelder Chaussee Mönchmühler Straße Schildower Straße 3–5, 7–10, 12 (Lage) | Dorfanlage Blankenfelde mit Allee, Dorfkirche mit Kirchhof und Friedhofsmauer, Hofanlagen und Pflasterung, Wohnhäusern mit Vorgarteneinfriedungen und Wirtschaftsgebäuden Gesamtanlagen siehe: Hauptstraße 15/17; 24/30D Baudenkmale siehe: Hauptstraße 21; 29, 29B; 38; 42; 43; 59 | 09085320 – Hauptstraße 50, Wohnhaus, um 1930 |      |
| 09085280 | Hauptstraße 1–59 Berliner Straße 1–1B, 5 Blankenfelder Chaussee Mönchmühler Straße Schildower Straße 3–5, 7–10, 12 (Lage) | Dorfanlage Blankenfelde mit Allee, Dorfkirche mit Kirchhof und Friedhofsmauer, Hofanlagen und Pflasterung, Wohnhäusern mit Vorgarteneinfriedungen und Wirtschaftsgebäuden Gesamtanlagen siehe: Hauptstraße 15/17; 24/30D Baudenkmale siehe: Hauptstraße 21; 29, 29B; 38; 42; 43; 59 | 09085321 – Hauptstraße 52, Mietshaus mit Einfriedung |      |
| 09085280 | Hauptstraße 1–59 Berliner Straße 1–1B, 5 Blankenfelder Chaussee Mönchmühler Straße Schildower Straße 3–5, 7–10, 12 (Lage) | Dorfanlage Blankenfelde mit Allee, Dorfkirche mit Kirchhof und Friedhofsmauer, Hofanlagen und Pflasterung, Wohnhäusern mit Vorgarteneinfriedungen und Wirtschaftsgebäuden Gesamtanlagen siehe: Hauptstraße 15/17; 24/30D Baudenkmale siehe: Hauptstraße 21; 29, 29B; 38; 42; 43; 59 | Stallgebäude, um 1900 |      |
| 09085280 | Hauptstraße 1–59 Berliner Straße 1–1B, 5 Blankenfelder Chaussee Mönchmühler Straße Schildower Straße 3–5, 7–10, 12 (Lage) | Dorfanlage Blankenfelde mit Allee, Dorfkirche mit Kirchhof und Friedhofsmauer, Hofanlagen und Pflasterung, Wohnhäusern mit Vorgarteneinfriedungen und Wirtschaftsgebäuden Gesamtanlagen siehe: Hauptstraße 15/17; 24/30D Baudenkmale siehe: Hauptstraße 21; 29, 29B; 38; 42; 43; 59 | 09066040 – Hauptstraße 53, Wohnhaus mit Einfriedung, 1936 |      |
| 09085280 | Hauptstraße 1–59 Berliner Straße 1–1B, 5 Blankenfelder Chaussee Mönchmühler Straße Schildower Straße 3–5, 7–10, 12 (Lage) | Dorfanlage Blankenfelde mit Allee, Dorfkirche mit Kirchhof und Friedhofsmauer, Hofanlagen und Pflasterung, Wohnhäusern mit Vorgarteneinfriedungen und Wirtschaftsgebäuden Gesamtanlagen siehe: Hauptstraße 15/17; 24/30D Baudenkmale siehe: Hauptstraße 21; 29, 29B; 38; 42; 43; 59 | Scheune |      |
| 09085280 | Hauptstraße 1–59 Berliner Straße 1–1B, 5 Blankenfelder Chaussee Mönchmühler Straße Schildower Straße 3–5, 7–10, 12 (Lage) | Dorfanlage Blankenfelde mit Allee, Dorfkirche mit Kirchhof und Friedhofsmauer, Hofanlagen und Pflasterung, Wohnhäusern mit Vorgarteneinfriedungen und Wirtschaftsgebäuden Gesamtanlagen siehe: Hauptstraße 15/17; 24/30D Baudenkmale siehe: Hauptstraße 21; 29, 29B; 38; 42; 43; 59 | 09085322 – Hauptstraße 54, Scheune und Stall, um 1900, verändert                                                                                                  |      |
| 09085280 | Hauptstraße 1–59 Berliner Straße 1–1B, 5 Blankenfelder Chaussee Mönchmühler Straße Schildower Straße 3–5, 7–10, 12 (Lage) | Dorfanlage Blankenfelde mit Allee, Dorfkirche mit Kirchhof und Friedhofsmauer, Hofanlagen und Pflasterung, Wohnhäusern mit Vorgarteneinfriedungen und Wirtschaftsgebäuden Gesamtanlagen siehe: Hauptstraße 15/17; 24/30D Baudenkmale siehe: Hauptstraße 21; 29, 29B; 38; 42; 43; 59 | 09085323 – Hauptstraße 55, Wohnhaus mit Einfriedung, 1933 |      |
| 09085280 | Hauptstraße 1–59 Berliner Straße 1–1B, 5 Blankenfelder Chaussee Mönchmühler Straße Schildower Straße 3–5, 7–10, 12 (Lage) | Dorfanlage Blankenfelde mit Allee, Dorfkirche mit Kirchhof und Friedhofsmauer, Hofanlagen und Pflasterung, Wohnhäusern mit Vorgarteneinfriedungen und Wirtschaftsgebäuden Gesamtanlagen siehe: Hauptstraße 15/17; 24/30D Baudenkmale siehe: Hauptstraße 21; 29, 29B; 38; 42; 43; 59 | Scheune, um 1905 |      |
| 09085280 | Hauptstraße 1–59 Berliner Straße 1–1B, 5 Blankenfelder Chaussee Mönchmühler Straße Schildower Straße 3–5, 7–10, 12 (Lage) | Dorfanlage Blankenfelde mit Allee, Dorfkirche mit Kirchhof und Friedhofsmauer, Hofanlagen und Pflasterung, Wohnhäusern mit Vorgarteneinfriedungen und Wirtschaftsgebäuden Gesamtanlagen siehe: Hauptstraße 15/17; 24/30D Baudenkmale siehe: Hauptstraße 21; 29, 29B; 38; 42; 43; 59 | 09085324 – Hauptstraße 56, Hofanlage mit Wohnhaus mit Einfriedung, um 1880–1905                                                                                   |      |
| 09085280 | Hauptstraße 1–59 Berliner Straße 1–1B, 5 Blankenfelder Chaussee Mönchmühler Straße Schildower Straße 3–5, 7–10, 12 (Lage) | Dorfanlage Blankenfelde mit Allee, Dorfkirche mit Kirchhof und Friedhofsmauer, Hofanlagen und Pflasterung, Wohnhäusern mit Vorgarteneinfriedungen und Wirtschaftsgebäuden Gesamtanlagen siehe: Hauptstraße 15/17; 24/30D Baudenkmale siehe: Hauptstraße 21; 29, 29B; 38; 42; 43; 59 | drei Wirtschaftsgebäude und Hofpflaster, um 1880–1905 |      |
| 09085280 | Hauptstraße 1–59 Berliner Straße 1–1B, 5 Blankenfelder Chaussee Mönchmühler Straße Schildower Straße 3–5, 7–10, 12 (Lage) | Dorfanlage Blankenfelde mit Allee, Dorfkirche mit Kirchhof und Friedhofsmauer, Hofanlagen und Pflasterung, Wohnhäusern mit Vorgarteneinfriedungen und Wirtschaftsgebäuden Gesamtanlagen siehe: Hauptstraße 15/17; 24/30D Baudenkmale siehe: Hauptstraße 21; 29, 29B; 38; 42; 43; 59 | 09085326 – Hauptstraße 58, Hofanlage, Wohnhaus, um 1900 |      |
| 09085280 | Hauptstraße 1–59 Berliner Straße 1–1B, 5 Blankenfelder Chaussee Mönchmühler Straße Schildower Straße 3–5, 7–10, 12 (Lage) | Dorfanlage Blankenfelde mit Allee, Dorfkirche mit Kirchhof und Friedhofsmauer, Hofanlagen und Pflasterung, Wohnhäusern mit Vorgarteneinfriedungen und Wirtschaftsgebäuden Gesamtanlagen siehe: Hauptstraße 15/17; 24/30D Baudenkmale siehe: Hauptstraße 21; 29, 29B; 38; 42; 43; 59 | Scheune |      |
| 09085280 | Hauptstraße 1–59 Berliner Straße 1–1B, 5 Blankenfelder Chaussee Mönchmühler Straße Schildower Straße 3–5, 7–10, 12 (Lage) | Dorfanlage Blankenfelde mit Allee, Dorfkirche mit Kirchhof und Friedhofsmauer, Hofanlagen und Pflasterung, Wohnhäusern mit Vorgarteneinfriedungen und Wirtschaftsgebäuden Gesamtanlagen siehe: Hauptstraße 15/17; 24/30D Baudenkmale siehe: Hauptstraße 21; 29, 29B; 38; 42; 43; 59 | Stall |      |
| 09085280 | Hauptstraße 1–59 Berliner Straße 1–1B, 5 Blankenfelder Chaussee Mönchmühler Straße Schildower Straße 3–5, 7–10, 12 (Lage) | Dorfanlage Blankenfelde mit Allee, Dorfkirche mit Kirchhof und Friedhofsmauer, Hofanlagen und Pflasterung, Wohnhäusern mit Vorgarteneinfriedungen und Wirtschaftsgebäuden Gesamtanlagen siehe: Hauptstraße 15/17; 24/30D Baudenkmale siehe: Hauptstraße 21; 29, 29B; 38; 42; 43; 59 | 09085327 – Schildower Straße 3, Mietshaus mit Restaurant, um 1885                                                                                                 |      |
| 09085280 | Hauptstraße 1–59 Berliner Straße 1–1B, 5 Blankenfelder Chaussee Mönchmühler Straße Schildower Straße 3–5, 7–10, 12 (Lage) | Dorfanlage Blankenfelde mit Allee, Dorfkirche mit Kirchhof und Friedhofsmauer, Hofanlagen und Pflasterung, Wohnhäusern mit Vorgarteneinfriedungen und Wirtschaftsgebäuden Gesamtanlagen siehe: Hauptstraße 15/17; 24/30D Baudenkmale siehe: Hauptstraße 21; 29, 29B; 38; 42; 43; 59 | 09085328 – Schildower Straße 4, Landarbeiterhaus, um 1830 |      |
| 09085280 | Hauptstraße 1–59 Berliner Straße 1–1B, 5 Blankenfelder Chaussee Mönchmühler Straße Schildower Straße 3–5, 7–10, 12 (Lage) | Dorfanlage Blankenfelde mit Allee, Dorfkirche mit Kirchhof und Friedhofsmauer, Hofanlagen und Pflasterung, Wohnhäusern mit Vorgarteneinfriedungen und Wirtschaftsgebäuden Gesamtanlagen siehe: Hauptstraße 15/17; 24/30D Baudenkmale siehe: Hauptstraße 21; 29, 29B; 38; 42; 43; 59 | 09085329 – Schildower Straße 5, Wohnhaus mit Einfriedung, um 1895                                                                                                 |      |
| 09085280 | Hauptstraße 1–59 Berliner Straße 1–1B, 5 Blankenfelder Chaussee Mönchmühler Straße Schildower Straße 3–5, 7–10, 12 (Lage) | Dorfanlage Blankenfelde mit Allee, Dorfkirche mit Kirchhof und Friedhofsmauer, Hofanlagen und Pflasterung, Wohnhäusern mit Vorgarteneinfriedungen und Wirtschaftsgebäuden Gesamtanlagen siehe: Hauptstraße 15/17; 24/30D Baudenkmale siehe: Hauptstraße 21; 29, 29B; 38; 42; 43; 59 | Stall, Remise, Mauer, um 1895 |      |
| 09085280 | Hauptstraße 1–59 Berliner Straße 1–1B, 5 Blankenfelder Chaussee Mönchmühler Straße Schildower Straße 3–5, 7–10, 12 (Lage) | Dorfanlage Blankenfelde mit Allee, Dorfkirche mit Kirchhof und Friedhofsmauer, Hofanlagen und Pflasterung, Wohnhäusern mit Vorgarteneinfriedungen und Wirtschaftsgebäuden Gesamtanlagen siehe: Hauptstraße 15/17; 24/30D Baudenkmale siehe: Hauptstraße 21; 29, 29B; 38; 42; 43; 59 | 09085330 – Schildower Straße 7, Wohnhaus mit Laden, um 1905, Umbau um 1935                                                                                        |      |
| 09085280 | Hauptstraße 1–59 Berliner Straße 1–1B, 5 Blankenfelder Chaussee Mönchmühler Straße Schildower Straße 3–5, 7–10, 12 (Lage) | Dorfanlage Blankenfelde mit Allee, Dorfkirche mit Kirchhof und Friedhofsmauer, Hofanlagen und Pflasterung, Wohnhäusern mit Vorgarteneinfriedungen und Wirtschaftsgebäuden Gesamtanlagen siehe: Hauptstraße 15/17; 24/30D Baudenkmale siehe: Hauptstraße 21; 29, 29B; 38; 42; 43; 59 | 09085332 – Schildower Straße 9, Wohnhaus, um 1830 |      |
| 09085280 | Hauptstraße 1–59 Berliner Straße 1–1B, 5 Blankenfelder Chaussee Mönchmühler Straße Schildower Straße 3–5, 7–10, 12 (Lage) | Dorfanlage Blankenfelde mit Allee, Dorfkirche mit Kirchhof und Friedhofsmauer, Hofanlagen und Pflasterung, Wohnhäusern mit Vorgarteneinfriedungen und Wirtschaftsgebäuden Gesamtanlagen siehe: Hauptstraße 15/17; 24/30D Baudenkmale siehe: Hauptstraße 21; 29, 29B; 38; 42; 43; 59 | Scheune, um 1880 |      |
| 09085280 | Hauptstraße 1–59 Berliner Straße 1–1B, 5 Blankenfelder Chaussee Mönchmühler Straße Schildower Straße 3–5, 7–10, 12 (Lage) | Dorfanlage Blankenfelde mit Allee, Dorfkirche mit Kirchhof und Friedhofsmauer, Hofanlagen und Pflasterung, Wohnhäusern mit Vorgarteneinfriedungen und Wirtschaftsgebäuden Gesamtanlagen siehe: Hauptstraße 15/17; 24/30D Baudenkmale siehe: Hauptstraße 21; 29, 29B; 38; 42; 43; 59 | 09085331 – Schildower Straße 12, Wohnhaus, um 1890 |      |
| 09085280 | Hauptstraße 1–59 Berliner Straße 1–1B, 5 Blankenfelder Chaussee Mönchmühler Straße Schildower Straße 3–5, 7–10, 12 (Lage) | Dorfanlage Blankenfelde mit Allee, Dorfkirche mit Kirchhof und Friedhofsmauer, Hofanlagen und Pflasterung, Wohnhäusern mit Vorgarteneinfriedungen und Wirtschaftsgebäuden Gesamtanlagen siehe: Hauptstraße 15/17; 24/30D Baudenkmale siehe: Hauptstraße 21; 29, 29B; 38; 42; 43; 59 | Ehemaliger Bestandteil des Ensembles: |      |
| 09085280 | Hauptstraße 1–59 Berliner Straße 1–1B, 5 Blankenfelder Chaussee Mönchmühler Straße Schildower Straße 3–5, 7–10, 12 (Lage) | Dorfanlage Blankenfelde mit Allee, Dorfkirche mit Kirchhof und Friedhofsmauer, Hofanlagen und Pflasterung, Wohnhäusern mit Vorgarteneinfriedungen und Wirtschaftsgebäuden Gesamtanlagen siehe: Hauptstraße 15/17; 24/30D Baudenkmale siehe: Hauptstraße 21; 29, 29B; 38; 42; 43; 59 | Schildower Straße 7, Remisen, um 1905 |      |
| 09085280 | Hauptstraße 1–59 Berliner Straße 1–1B, 5 Blankenfelder Chaussee Mönchmühler Straße Schildower Straße 3–5, 7–10, 12 (Lage) | Dorfanlage Blankenfelde mit Allee, Dorfkirche mit Kirchhof und Friedhofsmauer, Hofanlagen und Pflasterung, Wohnhäusern mit Vorgarteneinfriedungen und Wirtschaftsgebäuden Gesamtanlagen siehe: Hauptstraße 15/17; 24/30D Baudenkmale siehe: Hauptstraße 21; 29, 29B; 38; 42; 43; 59 | Nicht konstituierende Bestandteile des Ensembles: Hauptstraße 1A, 4A, 14; 16, 19, 22, 25–25D, 27, 29A, 31, 32/34A, 46A-D, 48, 49, 51, 57, Schildower Straße 8, 10 |      |

## Denkmalbereiche (Gesamtanlagen)
| Nr.      | Lage                            | Offizielle Bezeichnung                                                                                      | Beschreibung | Bild |
| -------- | ------------------------------- | --- | --- | ---- |
| 09050603 | Blankenfelder Chaussee 5 (Lage) | Botanischer Volkspark                                                                                       | Hochgewächshäuser mit Verbinder, 1928–1929 von Albert Brodersen, 1985–1986 (siehe auch Gartendenkmal Botanischer Volkspark) |      |
| 09050603 | Blankenfelder Chaussee 5 (Lage) | Botanischer Volkspark                                                                                       | Flachgewächshäuser, um 1910, um 1970                                                                                        |      |
| 09050603 | Blankenfelder Chaussee 5 (Lage) | Botanischer Volkspark                                                                                       | Topfschuppen und Abstellschuppen, um 1910                                                                                   |      |
| 09050603 | Blankenfelder Chaussee 5 (Lage) | Botanischer Volkspark                                                                                       | Inspektorenhaus, 1928–1929                                                                                                  |      |
| 09050603 | Blankenfelder Chaussee 5 (Lage) | Botanischer Volkspark                                                                                       | 5. und 6. Wirtschaftshof mit Bürogebäude mit angebautem Stall und Schmiede, 1928–1929, um 1950 und um 1980                  |      |
| 09050603 | Blankenfelder Chaussee 5 (Lage) | Botanischer Volkspark                                                                                       | Holzbaracke |      |
| 09050603 | Blankenfelder Chaussee 5 (Lage) | Botanischer Volkspark                                                                                       | steinerne Brücke, um 1910                                                                                                   |      |
| 09050603 | Blankenfelder Chaussee 5 (Lage) | Botanischer Volkspark                                                                                       | Geologische Wand, 1894–1895 von Eduard Zache                                                                                |      |
| 09085281 | Hauptstraße 15/17 (Lage)        | Schnitterkaserne, Landarbeiterwohnhäuser mit Hofgebäuden Bestandteil des Ensembles: Dorfanlage Blankenfelde | 2 Wohnhäuser, um 1890 |      |
| 09085281 | Hauptstraße 15/17 (Lage)        | Schnitterkaserne, Landarbeiterwohnhäuser mit Hofgebäuden Bestandteil des Ensembles: Dorfanlage Blankenfelde | Remise, um 1890 |      |
| 09085281 | Hauptstraße 15/17 (Lage)        | Schnitterkaserne, Landarbeiterwohnhäuser mit Hofgebäuden Bestandteil des Ensembles: Dorfanlage Blankenfelde | Schuppen, um 1890 |      |
| 09085281 | Hauptstraße 15/17 (Lage)        | Schnitterkaserne, Landarbeiterwohnhäuser mit Hofgebäuden Bestandteil des Ensembles: Dorfanlage Blankenfelde | Schuppen, um 1890 |      |
| 09085281 | Hauptstraße 15/17 (Lage)        | Schnitterkaserne, Landarbeiterwohnhäuser mit Hofgebäuden Bestandteil des Ensembles: Dorfanlage Blankenfelde | Geräteschuppen, um 1890 |      |
| 09085282 | Hauptstraße 24/30D (Lage)       | Gutshof Bestandteil des Ensembles: Dorfanlage Blankenfelde                                                  | Gutshaus, 2. Hälfte des 19. Jahrhunderts                                                                                    |      |
| 09085282 | Hauptstraße 24/30D (Lage)       | Gutshof Bestandteil des Ensembles: Dorfanlage Blankenfelde                                                  | Verwaltungsgebäude |      |
| 09085282 | Hauptstraße 24/30D (Lage)       | Gutshof Bestandteil des Ensembles: Dorfanlage Blankenfelde                                                  | Ställe |      |
| 09085282 | Hauptstraße 24/30D (Lage)       | Gutshof Bestandteil des Ensembles: Dorfanlage Blankenfelde                                                  | Stellmacherei |      |
| 09085282 | Hauptstraße 24/30D (Lage)       | Gutshof Bestandteil des Ensembles: Dorfanlage Blankenfelde                                                  | Spritzenhaus |      |
| 09085282 | Hauptstraße 24/30D (Lage)       | Gutshof Bestandteil des Ensembles: Dorfanlage Blankenfelde                                                  | Einfriedung |      |
| 09085282 | Hauptstraße 24/30D (Lage)       | Gutshof Bestandteil des Ensembles: Dorfanlage Blankenfelde                                                  | Gartenhaus |      |
| 09085282 | Hauptstraße 24/30D (Lage)       | Gutshof Bestandteil des Ensembles: Dorfanlage Blankenfelde                                                  | Ehemaliges Kurhaus |      |
| 09085282 | Hauptstraße 24/30D (Lage)       | Gutshof Bestandteil des Ensembles: Dorfanlage Blankenfelde                                                  | Pumpenhaus |      |

## Baudenkmale
| Nr.      | Lage                       | Offizielle Bezeichnung                                                                  | Beschreibung                                               | Bild |
| -------- | -------------------------- | --------------------------------------------------------------------------------------- | ---------------------------------------------------------- | ---- |
| 09085333 | Bahnhofstraße 10 (Lage)    | Bahnhof Blankenfelde der Niederbarnimer Eisenbahn, der sog. „Heidekrautbahn“            | um 1900                                                    |      |
| 09085283 | Hauptstraße 21 (Lage)      | Evangelische Dorfkirche Blankenfelde Bestandteil des Ensembles: Dorfanlage Blankenfelde | Kirche, um 1400, 1680, 1938–1941 von Schellenberg          |      |
| 09085283 | Hauptstraße 21 (Lage)      | Evangelische Dorfkirche Blankenfelde Bestandteil des Ensembles: Dorfanlage Blankenfelde | Einfriedung                                                |      |
| 09085285 | Hauptstraße 29, 29A (Lage) | Wohnhaus, Mauer und Scheune Bestandteil des Ensembles: Dorfanlage Blankenfelde          | um 1885                                                    |      |
| 09085285 | Hauptstraße 29, 29A (Lage) | Wohnhaus, Mauer und Scheune Bestandteil des Ensembles: Dorfanlage Blankenfelde          | Mauer                                                      |      |
| 09085285 | Hauptstraße 29, 29A (Lage) | Wohnhaus, Mauer und Scheune Bestandteil des Ensembles: Dorfanlage Blankenfelde          | Scheune                                                    |      |
| 09085285 | Hauptstraße 29, 29A (Lage) | Teilverlust: Stall                                                                      | Stall, 1946; Denkmalstatus nach 2001 aberkannt             |      |
| 09085286 | Hauptstraße 38 (Lage)      | Evangelisches Pfarramt Bestandteil des Ensembles: Dorfanlage Blankenfelde               | Wohnhaus mit Einfriedung, 1875                             |      |
| 09085286 | Hauptstraße 38 (Lage)      | Evangelisches Pfarramt Bestandteil des Ensembles: Dorfanlage Blankenfelde               | Scheune und Stall. um 1865                                 |      |
| 09085287 | Hauptstraße 42 (Lage)      | Wohnhaus mit Einfriedung Bestandteil des Ensembles: Dorfanlage Blankenfelde             | um 1900                                                    |      |
| 09085287 | Hauptstraße 42 (Lage)      | Teilverlust: Scheune, Stall und Mauer                                                   | um 1900; Denkmalstatus nach 2001 aberkannt                 |      |
| 09085288 | Hauptstraße 43 (Lage)      | Stall und Mauer Bestandteil des Ensembles: Dorfanlage Blankenfelde                      | um 1885                                                    |      |
| 09085288 | Hauptstraße 43 (Lage)      | Denkmalverlust: Hinterer Stall                                                          | um 1885, Denkmalstatus nach 2001 aberkannt                 |      |
| 09085289 | Hauptstraße 59 (Lage)      | Landarbeiterwohnhaus mit Hofgebäuden                                                    | um 1890 Bestandteil des Ensembles: Dorfanlage Blankenfelde |      |
| 09085289 | Hauptstraße 59 (Lage)      | Landarbeiterwohnhaus mit Hofgebäuden                                                    | 2 Hofgebäude                                               |      |
| 09085362 | Schwarzwassersee (Lage)    | Standrohr des Rieselfeldes Blankenfelde                                                 | um 1885                                                    |      |

## Gartendenkmale
| Nr.      | Lage                            | Offizielle Bezeichnung                                       | Beschreibung | Bild |
| -------- | ------------------------------- | ------------------------------------------------------------ | --- | ---- |
| 09046061 | Blankenfelder Chaussee 5 (Lage) | Botanischer Volkspark (Hauptschulgarten, Botanische Anlage), | 1909–1929 als Botanischer Hauptschulgarten für Berlin von Albert Brodersen (Planung) und Alexander Weiß (Ausführung), Neugestaltung und Ergänzungen nach 1977 als Botanische Anlage der Humboldt-Universität Berlin, Pflanzenbestand (siehe auch Gesamtanlage Botanischer Volkspark) |      |
| 09046061 | Blankenfelder Chaussee 5 (Lage) | Botanischer Volkspark (Hauptschulgarten, Botanische Anlage), | Teich |      |
| 09046061 | Blankenfelder Chaussee 5 (Lage) | Botanischer Volkspark (Hauptschulgarten, Botanische Anlage), | Wasserpflanzenbecken |      |
| 09046061 | Blankenfelder Chaussee 5 (Lage) | Botanischer Volkspark (Hauptschulgarten, Botanische Anlage), | Wege- und Platzsystem bis 1929 |      |
| 09046061 | Blankenfelder Chaussee 5 (Lage) | Botanischer Volkspark (Hauptschulgarten, Botanische Anlage), | Ausstattungsgegenstände |      |
| 09046061 | Blankenfelder Chaussee 5 (Lage) | Botanischer Volkspark (Hauptschulgarten, Botanische Anlage), | Bodenmodellierungen |      |

## Bodendenkmale
| Nr.      | Lage                                        | Offizielle Bezeichnung          | Beschreibung | Bild |
| -------- | ------------------------------------------- | ------------------------------- | ------------ | ---- |
| 09085141 | Bahnhofstraße Alter Bernauer Heerweg (Lage) | Krankensammellager Blankenfelde | 1940–1945    |      |

## Ehemalige Denkmale
| Nr.       | Lage           | Offizielle Bezeichnung                                                                     | Beschreibung                                                                              | Bild |
| --------- | -------------- | ------------------------------------------------------------------------------------------ | ----------------------------------------------------------------------------------------- | ---- |
| unbekannt | Hauptstraße 23 | Wohnhaus, Stall und Backhaus Ehemaliger Bestandteil des Ensembles: Dorfanlage Blankenfelde | Wohnhaus, um 1800; Stall und Backhaus um 1890, 2008 abgerissen; Neubau nach altem Vorbild |      |